# Ana Abrunhosa
Ana Maria Pereira Abrunhosa (Angola, 4 de julio de 1970) es una economista, profesora universitaria y política portuguesa. Desde el 26 de octubre de 2019, es la actual ministra de Cohesión Territorial.

## Biografía
Doctora en Economía por la Universidad de Coímbra, es profesora de la misma facultad desde 1995. Colabora igualmente con otras facultades de la Universidad de Coímbra.
Ocupó varios cargos públicos conectados esencialmente con el desarrollo regional, economía y gestión de la innovación:
- Presidente de la Comisión de Coordinación y Desarrollo Regional del Centro, entre 2014 y 2019
- Presidente de la Comisión Directiva del Programa Operacional Regional del Centro, entre 2014 y 2019
- Presidente del Comité de Inversión del Instrumento Financiero para la Rehabilitación y Revitalização Urbanas (IFRRU 2020), entre 2016 y 2019
- Presidente del Consejo General del Fondo de Deuda y Garantías de la Institución Financiera de Desarrollo (IFD), de 2017 a 2018;
- Presidente de la Comunidad de Trabajo EUROACE (Centro, Alentejo y Extremadura) y de la Eurorregión, de junio de 2018 a 2019;
- Presidente del Consejo General del Fondo de Capital y Cuasi-Capital de la IFD, de enero de 2019 a su entrada para el gobierno;
- Vocal ejecutiva de la Comisión Directiva del Programa Operacional Regional del Centro - Más Centro, entre 2010 y 2014;
- Vicepresidente de la Comisión de Coordinación y Desarrollo Regional del Centro y responsable por las áreas del Desarrollo Regional, del Apoyo Jurídico a la Administración Local y de la Comunicación y Gestión Administrativa y Financiera, entre 2008 y 2010;

Fue auditora de la firma Ernst & Young entre 1994 y 1995.

## AVE Atlántico
En noviembre de 2020 se dio a conocer que frente al AVE Madrid-Lisboa, el ministerio portugués encabezado por Abrunhosa ha priorizado el AVE Lisboa-Porto-Vigo. En el primer caso, Vigo y su entorno, el AVE beneficiaría a una comunidad de 300.000 personas. En el segundo caso, Madrid, la comunidad puede alcanzar más de 5.000.000 de personas.
Un encuentro desarrollado en Lisboa el 19 de junio de 2015 por los partidos hermanos PSOE y PS aprobó un memorándum que en el punto Transportes, Movilidad y Sostenibilidad recogía el siguiente objetivo: 

Desarrollar las interconexiones ferroviarias con Europa, a través de la modernización y construcción de nuevas líneas, teniendo en cuenta el mapa ferroviario ibérico en su conjunto.